# 自由德里
自由德里是1969至1972年間，愛爾蘭民族主義者在北愛爾蘭德里自治的地區。自由德里得名自1969年1月Bogside區一塊牆壁上的告示：「你正在進入自由德里」（You are now entering Free Derry）。1969年1月5日，王家阿爾斯特警察（RUC）闖進Bogside區後，一些社會運動家開始防衛Bogside和Creggan。居民設置路障，手持棍棒類武器，阻止RUC進入該地區。雖然居民六日後撤除路障，警察恢復巡邏該地區，但接着幾個月的氣氛仍然緊張。
警察和居民在1969年8月12日爆發最嚴重衝突，雙方激戰3日，是為Bogside之戰。8月12日，英國陸軍在Bogside周邊部署，警察則撤離。德里公民防衛協會（Derry Citizens Defence Association）宣告，除非他們的要求得到满足，否則將會一直據守該地區，阻止警察和軍隊進入。軍隊沒有嘗試進入。這情況一直維持持续到1969年10月亨特報告發布为之，之后英国皇家宪兵被獲准進入。
1969年8月，愛爾蘭共和軍開始重新武裝，並徵召成員。1970年1月，共和軍分裂為官方愛爾蘭共和軍和臨時愛爾蘭共和軍，均受到自由德里的居民擁戴。與此同時，英國陸軍和民族主義者的關係由好轉壞。1971年7月，兩名青年被英軍非法射殺後，應徵加入共和軍的人數大幅上升。
因應英國政府在1971年8月9日實施拘留政策，居民在Bogside和Creggan重新設置路障。此時，自由德里已經成為禁區，由官方和臨時愛爾蘭共和軍守衛。兩支共和軍從區內向英軍開槍射擊，臨時共和軍開始在市中心制造爆炸。如同之前一樣，不帶備武器的「輔助軍」駐守各路障，一個名為「自由德里警察」的義工組織則負責處理區內罪案。
1972年1月30日，流血星期日事件中，13名手無寸鐵的男子被英國傘兵射殺，還有1名傷者在四個半月後不治，激發起居民對共和軍的支持。然而，一名當地年輕居民從英軍回家途中被官方共和軍殺死，對共和軍的支持也隨即滑落。臨時共和軍宣布停火，和英國政府談判破裂後，英軍決定攻佔禁區。1972年7月31日，數以千計的英軍駕駛裝甲車和推土機入侵自由德里，自由德里自此不復存在。

## 外部連結
- 自由德里博物館 （页面存档备份，存于）（英文）